# Juan Nepomuceno Rueda Rueda
Juan Nepomuceno Rueda Rueda (Zapatoca, Santander, 24 de mayo de 1824-Bogotá, 30 de julio de 1903) fue un obispo colombiano de la Iglesia católica.

## Vida y obra
Nació en Zapatoca (Santander) el 24 de mayo de 1824. Sus padres fueron Tomás y Feliciana. En su niñez residió en Tasco (Boyacá), enfocado a la agricultura. Tiempo después, cursó humanidades en el Colegio Boyacá, de Tunja, y pasó posteriormente al seminario de Bogotá. La ordenación sacerdotal fue el 12 de febrero de 1850 y se doctoró en teología en la Universidad Nacional. Se desempeñó como capellán y profesor del “Instituto de Cristo”, de Tunja, párroco de Chinavita y diputado de la Asamblea Departamental. Años más tarde administró la parroquia de Sogamoso y de Las Nieves, en Bogotá. 
Fue nombrado Obispo auxiliar de Tunja, consagrado el 15 de octubre de 1882 y como vicario del Casanare realizó un intenso trabajo apostólico en los Llanos Orientales. Años después, fue designado para la sede episcopal de Antioquia, llegó ésta el 23 de mayo de 1892. Entre sus actividades pastorales se resaltan: Las visitas pastorales, la creación de varias parroquias, el apostolado de la pluma, el servicio a la juventud, su caridad para con los necesitados, el establecimiento del hospital de Santa Fe de Antioquia, para lo cual trajo a esa ciudad la Comunidad de las Hermanas de la Presentación. Tuvo serios inconvenientes con los Padres Eudistas, que administraban el Seminario, se llegó a especular (lo que es muy probable) que padeció algunos problemas mentales. Quizá él mismo así lo percibió, por lo cual presentó renuncia de la diócesis en 1900. Se retiró a Bogotá, donde falleció el 30 de julio de 1903. Años más tarde, el 31 de mayo de 1924, sus restos fueron trasladados a la Catedral de Santa Fe de Antioquia y hoy se hallan  en la cripta de los Obispos, bajo el altar mayor.